# São Vicente e Ventosa
São Vicente e Ventosa is een plaats (freguesia) in de Portugese gemeente Elvas en telt 1168 inwoners (2007).